# Sundvolden Grand Prix 2019
Sundvolden Grand Prix 2019 var den niende udgave af endagsløbet Sundvolden Grand Prix og blev arrangeret 11. maj 2019 af Ringerike Sykkelklubb. Løbet var klassificeret som kategori 1.2 af UCI, og der var også et eget juniorløb.

## Hold
| UCI Professionelt kontinentalthold- Riwal Readynez UCI Kontinentalhold (5)- Joker Fuel of Norway - Uno-X Norwegian Development - Coop - ColoQuick - Waoo Amatørcykelhold (2)- Mysenlan-Baboco-Douterloige - Team Ringerikskraft Regional- og klubhold (15)- Lotto-Soudal U23 - Asker CK Elite - Bygdø Idrettslag - Gauldal Sykleklubb - Glåmdal Sykleklubb - Kristiansands Cykleklubb - Lillehammer Cykleklubb - Region Øst - Region Sør - Region Vest - Sandnes Sykleklubb - Tønsberg Cykkelklubb - TVK Elite - Idrettsklubben Hero - Region TeVeBu |
| |

## Resultater
Af 147 tilmeldte ryttere i hovedløbet var der 146 som startede og 57 som fuldførte.
| \| Samlede stilling \| Samlede stilling \| Samlede stilling \| Samlede stilling \| Samlede stilling \| \| Rytter \| Rytter \| Hold \| Tid \| \| \| ---------------- \| ----------------- \| --------------------------- \| ---------------- \| ---------------- \| \| 1. \| Trond Trondsen \| Team Coop \| 4t 07' 01" \| \| \| 2. \| Sindre Lunke \| Riwal Readynez \| + 5" \| \| \| 3. \| Brent Van Moer \| Lotto-Soudal U23 \| + 9" \| \| \| 4. \| Jesper Schultz \| Waoo \| + 13" \| \| \| 5. \| Ward Vanhoof \| Lotto-Soudal U23 \| + 20" \| \| \| 6. \| Jonas Abrahamsen \| Uno-X Norwegian Development \| + 24" \| \| \| 7. \| Ludvik Holstad \| Joker Fuel of Norway \| + 26" \| \| \| 8. \| Johan Jacobs \| Lotto-Soudal U23 \| + 1' 10" \| \| \| 9. \| Asbjørn Madsstuen \| Bygdø Idrettslag \| + 1' 16" \| \| \| 10. \| Jacob Hindsgaul \| ColoQuick \| + 2' 38" \| \| |                   |                             |            |
| |                   |                             |            |
| Kilde: ProCyclingStats |                   |                             |            |
| Samlede stilling |                   |                             |            |
| Rytter | Rytter            | Hold                        | Tid        |
| 1. | Trond Trondsen    | Team Coop                   | 4t 07' 01" |
| 2. | Sindre Lunke      | Riwal Readynez              | + 5"       |
| 3. | Brent Van Moer    | Lotto-Soudal U23            | + 9"       |
| 4. | Jesper Schultz    | Waoo                        | + 13"      |
| 5. | Ward Vanhoof      | Lotto-Soudal U23            | + 20"      |
| 6. | Jonas Abrahamsen  | Uno-X Norwegian Development | + 24"      |
| 7. | Ludvik Holstad    | Joker Fuel of Norway        | + 26"      |
| 8. | Johan Jacobs      | Lotto-Soudal U23            | + 1' 10"   |
| 9. | Asbjørn Madsstuen | Bygdø Idrettslag            | + 1' 16"   |
| 10. | Jacob Hindsgaul   | ColoQuick                   | + 2' 38"   |

I juniorløbet var der 78 tilmeldte, 70 som startede og 36 som fuldførte.

## Startliste
| Riwal Readynez RIW | Riwal Readynez RIW      | Riwal Readynez RIW |
| ------------------ | ----------------------- | ------------------ |
| Nr.                | Rytter                  | Placering          |
| 1                  | Krister Hagen (NOR)     | 16.                |
| 2                  | Mathias Norsgaard (DEN) | 48.                |
| 3                  | Andreas Kron (DEN)      | 20.                |
| 4                  | Sindre Lunke (NOR)      | 2.                 |
| 6                  | Andreas Stokbro (DEN)   | 37.                |
| 7                  | Emil Vinjebo (DEN)      | 32.                |

| Joker Fuel of Norway JFN | Joker Fuel of Norway JFN    | Joker Fuel of Norway JFN |
| ------------------------ | --------------------------- | ------------------------ |
| Nr.                      | Rytter                      | Placering                |
| 11                       | Aksel Fischer Aasheim (NOR) | 29.                      |
| 12                       | Søren Wærenskjold (NOR)     | DNF                      |
| 13                       | Ole Forfang (NOR)           | DNF                      |
| 14                       | Bjørn Tore Hoem (NOR)       | 11.                      |
| 15                       | Ludvik Holstad (NOR)        | 7.                       |
| 16                       | Fridtjof Røinås (NOR)       | DNF                      |
| 17                       | Andreas Vangstad (NOR)      | 15.                      |

| Uno-X Norwegian Development UXT | Uno-X Norwegian Development UXT | Uno-X Norwegian Development UXT |
| ------------------------------- | ------------------------------- | ------------------------------- |
| Nr.                             | Rytter                          | Placering                       |
| 21                              | Markus Hoelgaard (NOR)          | 17.                             |
| 22                              | Jonas Abrahamsen (NOR)          | 6.                              |
| 23                              | Kristian Kulset (NOR)           | 45.                             |
| 24                              | Sindre Kulset (NOR)             | 46.                             |
| 25                              | Andreas Leknessund (NOR)        | 13.                             |
| 26                              | Torjus Sleen (NOR)              | 12.                             |
| 27                              | Torstein Træen (NOR)            | 18.                             |

| Team Coop TCO | Team Coop TCO          | Team Coop TCO |
| ------------- | ---------------------- | ------------- |
| Nr.           | Rytter                 | Placering     |
| 31            | Håkon Aalrust (NOR)    | DNF           |
| 32            | Kristian Aasvold (NOR) | 43.           |
| 33            | Louis Bendixen (DEN)   | DNF           |
| 34            | Eirik Lunder (NOR)     | 39.           |
| 35            | Jacob Eriksson (SWE)   | 25.           |
| 36            | Andre Sotberg (NOR)    | 27.           |
| 37            | Trond Trondsen (NOR)   | 1.            |

| ColoQuick TCQ | ColoQuick TCQ                | ColoQuick TCQ |
| ------------- | ---------------------------- | ------------- |
| Nr.           | Rytter                       | Placering     |
| 41            | Stein-Erik Eriksen (NOR)     | DNF           |
| 42            | Jacob Hindsgaul (DEN)        | 10.           |
| 43            | Aksel Bech Skot-Hansen (DEN) | 19.           |
| 44            | Daniel Lyhne (DEN)           | 14.           |
| 45            | Steffen Christiansen (DEN)   | 44.           |
| 46            | Jeppe Aaskov Pallesen (DEN)  | DNF           |

| Waoo WAO | Waoo WAO                         | Waoo WAO  |
| -------- | -------------------------------- | --------- |
| Nr.      | Rytter                           | Placering |
| 51       | Silas Zacharias Clemmensen       | DNF       |
| 52       | Rasmus Guldhammer (DEN)          | 42.       |
| 53       | Andreas Hyldgaard Jeppesen (DEN) | DNF       |
| 54       | Mathias Larsen (DEN)             | DNF       |
| 55       | Martin Mortensen (DEN)           | DNF       |
| 56       | Jesper Schultz (DEN)             | 4.        |
| 57       | Frederik Thomsen                 | 40.       |

| Lotto-Soudal U23 ___ | Lotto-Soudal U23 ___     | Lotto-Soudal U23 ___ |
| -------------------- | ------------------------ | -------------------- |
| Nr.                  | Rytter                   | Placering            |
| 61                   | Sébastien Grignard (BEL) | DNF                  |
| 63                   | Johan Jacobs (SUI)       | 8.                   |
| 64                   | Steven Pattyn (BEL)      | 30.                  |

| intet hold ___ | intet hold ___          | intet hold ___ |
| --- | ----------------------- | -------------- |
| Nr. | Rytter                  | Placering      |
| 65 | Thibaut Ponsaerts (BEL) | DNF            |
| Sportsdirektør: Michael Blaudzun, Adrian Gjølberg, Leonard Snoeks, Magnus Børresen, Brian Petersen, Michael Gregersen, Carl Roes, Ole Petter Vibekken, John Robin Nilsen, Eivind Kvamme Jensen, Kåre Rømuld, Jon Anders Grøndahl, Jens Gunnar Haugen, Tormod Haugstad, Egil Andreas Aasheim, Rune Johannessen, Olav Gautestad, Max Emil Kørner, Espen Aareskjold, Jon Erik Knotten, Just Roar Dragsten, Pål Fredriksen, Sindre Eid Hermansen |                         |                |

| Lotto-Soudal U23 ___ | Lotto-Soudal U23 ___ | Lotto-Soudal U23 ___ |
| -------------------- | -------------------- | -------------------- |
| Nr.                  | Rytter               | Placering            |
| 66                   | Brent Van Moer (BEL) | 3.                   |
| 67                   | Ward Vanhoof (BEL)   | 5.                   |

| Mysenlan-Baboco-Douterloige ___ | Mysenlan-Baboco-Douterloige ___ | Mysenlan-Baboco-Douterloige ___ |
| ------------------------------- | ------------------------------- | ------------------------------- |
| Nr.                             | Rytter                          | Placering                       |
| 71                              | Arne Birkemose                  | DNF                             |
| 73                              | Connor Lambert (IRL)            | DNF                             |
| 74                              | Vebjørn Rønning (NOR)           | 28.                             |
| 75                              | Juan-Pierre van der Merwe (RSA) | DNF                             |
| 76                              | Geert Verheijen (NED)           | DNF                             |

| intet hold ___ | intet hold ___    | intet hold ___ |
| --- | ----------------- | -------------- |
| Nr. | Rytter            | Placering      |
| 77 | Marius Wold (NOR) | 50.            |
| Sportsdirektør: Michael Blaudzun, Adrian Gjølberg, Leonard Snoeks, Magnus Børresen, Brian Petersen, Michael Gregersen, Carl Roes, Ole Petter Vibekken, John Robin Nilsen, Eivind Kvamme Jensen, Kåre Rømuld, Jon Anders Grøndahl, Jens Gunnar Haugen, Tormod Haugstad, Egil Andreas Aasheim, Rune Johannessen, Olav Gautestad, Max Emil Kørner, Espen Aareskjold, Jon Erik Knotten, Just Roar Dragsten, Pål Fredriksen, Sindre Eid Hermansen |                   |                |

| Asker CK Elite ___ | Asker CK Elite ___                  | Asker CK Elite ___ |
| ------------------ | ----------------------------------- | ------------------ |
| Nr.                | Rytter                              | Placering          |
| 81                 | Asbjørn Slagtern Fjellvåg (NOR)     | 53.                |
| 82                 | Kjetil Johansen Amundrud (NOR)      | DNF                |
| 83                 | Aleksander Andersen Skjelbred (NOR) | 35.                |
| 84                 | Martin Vangen (NOR)                 | DNF                |
| 85                 | Marius Aasvang (NOR)                | DNF                |

| intet hold ___ | intet hold ___                  | intet hold ___ |
| --- | ------------------------------- | -------------- |
| Nr. | Rytter                          | Placering      |
| 86 | Christian Edelsteen Buyle (NOR) | DNF            |
| Sportsdirektør: Michael Blaudzun, Adrian Gjølberg, Leonard Snoeks, Magnus Børresen, Brian Petersen, Michael Gregersen, Carl Roes, Ole Petter Vibekken, John Robin Nilsen, Eivind Kvamme Jensen, Kåre Rømuld, Jon Anders Grøndahl, Jens Gunnar Haugen, Tormod Haugstad, Egil Andreas Aasheim, Rune Johannessen, Olav Gautestad, Max Emil Kørner, Espen Aareskjold, Jon Erik Knotten, Just Roar Dragsten, Pål Fredriksen, Sindre Eid Hermansen |                                 |                |

| Asker CK Elite ___ | Asker CK Elite ___     | Asker CK Elite ___ |
| ------------------ | ---------------------- | ------------------ |
| Nr.                | Rytter                 | Placering          |
| 87                 | Eirik Wendelborg (NOR) | 56.                |

| Bygdø Idrettslag ___ | Bygdø Idrettslag ___               | Bygdø Idrettslag ___ |
| -------------------- | ---------------------------------- | -------------------- |
| Nr.                  | Rytter                             | Placering            |
| 91                   | Jon Sæverås Breivold (NOR)         | DNF                  |
| 92                   | Jonas Ellingsen (NOR)              | DNF                  |
| 93                   | Magnus Drivenes (NOR)              | DNF                  |
| 94                   | Eirik Bruland (NOR)                | DNF                  |
| 95                   | Asbjørn Madsstuen (NOR)            | 9.                   |
| 96                   | Kristian Østberg Killingberg (NOR) | DNF                  |
| 97                   | Erlend Skjørten (NOR)              | DNF                  |

| Gauldal Sykleklubb ___ | Gauldal Sykleklubb ___         | Gauldal Sykleklubb ___ |
| ---------------------- | ------------------------------ | ---------------------- |
| Nr.                    | Rytter                         | Placering              |
| 102                    | Håkon Nore Bjerkvik (NOR)      | DNF                    |
| 103                    | Thomas Ekren (NOR)             | DNF                    |
| 104                    | Odin Rømuld (NOR)              | 51.                    |
| 105                    | Bjørn Helge Sandberg (NOR)     | 49.                    |
| 106                    | Sondre Andersson Svensli (NOR) | 21.                    |
| 107                    | Erik Ysland (NOR)              | 41.                    |

| Glåmdal Sykleklubb ___ | Glåmdal Sykleklubb ___      | Glåmdal Sykleklubb ___ |
| ---------------------- | --------------------------- | ---------------------- |
| Nr.                    | Rytter                      | Placering              |
| 111                    | Jørgen Christoffersen (NOR) | DNF                    |
| 112                    | Jonas Træland Dalland (NOR) | DNF                    |
| 113                    | Dan Erik Hansen (NOR)       | DNF                    |
| 114                    | Ådne Ihle (NOR)             | 23.                    |
| 116                    | Petter Sørensen (NOR)       | DNF                    |

| Kristiansands Cykleklubb ___ | Kristiansands Cykleklubb ___ | Kristiansands Cykleklubb ___ |
| ---------------------------- | ---------------------------- | ---------------------------- |
| Nr.                          | Rytter                       | Placering                    |
| 121                          | Audun Haugen (NOR)           | DNF                          |
| 122                          | Joakim Johnsen (NOR)         | DNF                          |
| 123                          | Tobias Halvorsen (NOR)       | DNF                          |
| 124                          | Gunnar Steinsland (NOR)      | DNF                          |
| 125                          | Geir Kristian Teigland (NOR) | DNF                          |
| 126                          | Alf Vidar Vetrhus (NOR)      | DNF                          |

| Lillehammer Cykleklubb ___ | Lillehammer Cykleklubb ___  | Lillehammer Cykleklubb ___ |
| -------------------------- | --------------------------- | -------------------------- |
| Nr.                        | Rytter                      | Placering                  |
| 131                        | Brage Aulstad (NOR)         | DNF                        |
| 132                        | André Drege (NOR)           | DNF                        |
| 133                        | Ådne Holter (NOR)           | 24.                        |
| 134                        | Carl-Martin Sandvold (NOR)  | DNF                        |
| 135                        | Runar Sekse (NOR)           | DNF                        |
| 136                        | Andreas Staune-Mittet (NOR) | 34.                        |
| 137                        | Rasmus Børset Westad (NOR)  | DNF                        |

| Region Øst ___ | Region Øst ___                | Region Øst ___ |
| -------------- | ----------------------------- | -------------- |
| Nr.            | Rytter                        | Placering      |
| 141            | Ludvig Fischer Aasheim (NOR)  | 38.            |
| 142            | Johannes Borud Andresen (NOR) | DNF            |
| 143            | Jørgen Strømstad Sunde (NOR)  | DNF            |
| 144            | Magnus Brynsrud (NOR)         | DNF            |
| 145            | Filip Iversby Hvideberg (NOR) | DNF            |

| Region Sør ___ | Region Sør ___                | Region Sør ___ |
| -------------- | ----------------------------- | -------------- |
| Nr.            | Rytter                        | Placering      |
| 151            | Eirik Danielsen (NOR)         | DNF            |
| 152            | Even Fløystad (NOR)           | DNF            |
| 153            | Victor Køhler (NOR)           | DNF            |
| 154            | Endre Danielsen Nyhagen (NOR) | DNF            |
| 155            | Andreas Leander Harvey (NOR)  | DNF            |
| 156            | Alexander Sterk-Hansen (NOR)  | DNS            |
| 157            | Thomas Ingebretsen (NOR)      | DNF            |

| Region Vest ___ | Region Vest ___             | Region Vest ___ |
| --------------- | --------------------------- | --------------- |
| Nr.             | Rytter                      | Placering       |
| 161             | Audun Gautestad (NOR)       | DNF             |
| 162             | Erlend Litlere (NOR)        | DNF             |
| 163             | Kristoffer Madsen (NOR)     | DNF             |
| 164             | Christer Nygård Dale (NOR)  | DNF             |
| 165             | Erik Vevatne Øverland (NOR) | DNF             |

| Team Ringerikskraft ___ | Team Ringerikskraft ___           | Team Ringerikskraft ___ |
| ----------------------- | --------------------------------- | ----------------------- |
| Nr.                     | Rytter                            | Placering               |
| 171                     | Tore Andre Aase Vabø (NOR)        | 47.                     |
| 172                     | Magnus Bjerkestrand Eid (NOR)     | DNF                     |
| 173                     | Øyvind Brekke Fløtten (NOR)       | 22.                     |
| 174                     | Andre Heggø (NOR)                 | 54.                     |
| 175                     | Magnus Kulset (NOR)               | 31.                     |
| 176                     | Sondre Midtsveen Fredriksen (NOR) | 55.                     |
| 177                     | Mathias Skretteberg (NOR)         | 33.                     |

| Sandnes Sykleklubb ___ | Sandnes Sykleklubb ___         | Sandnes Sykleklubb ___ |
| ---------------------- | ------------------------------ | ---------------------- |
| Nr.                    | Rytter                         | Placering              |
| 181                    | Fredrik Dversnes (NOR)         | 26.                    |
| 182                    | Christoffer Ellingsen (NOR)    | DNF                    |
| 183                    | Martin Alexander Fatnes (NOR)  | DNF                    |
| 184                    | Amund Haakonsen (NOR)          | DNF                    |
| 185                    | Johan Andreas Hole Mohr (NOR)  | DNF                    |
| 186                    | Leif Christian Tallaksen (NOR) | DNF                    |
| 187                    | Markus Waage (NOR)             | DNF                    |

| Tønsberg Cykkelklubb ___ | Tønsberg Cykkelklubb ___     | Tønsberg Cykkelklubb ___ |
| ------------------------ | ---------------------------- | ------------------------ |
| Nr.                      | Rytter                       | Placering                |
| 191                      | Isak Bjørnstad Solheim (NOR) | DNF                      |
| 192                      | Jon-Anders Bekken (NOR)      | 36.                      |
| 193                      | Christian Bergsjø (NOR)      | DNF                      |
| 194                      | Marius Blålid (NOR)          | 52.                      |
| 195                      | Ken-Levi Eikeland (NOR)      | DNF                      |
| 196                      | Iver Knotten (NOR)           | 57.                      |
| 197                      | Edvardt Tuko (NOR)           | DNF                      |

| TVK Elite ___ | TVK Elite ___              | TVK Elite ___ |
| ------------- | -------------------------- | ------------- |
| Nr.           | Rytter                     | Placering     |
| 201           | Kristian Kvernbråten (NOR) | DNF           |
| 202           | Lars Morten Veimo (NOR)    | DNF           |
| 203           | Peder Dahl Strand (NOR)    | DNF           |
| 204           | Jørgen Dragsten (NOR)      | DNF           |
| 205           | Vebjørn Hordnes (NOR)      | DNF           |
| 207           | Vegard Løvdal (NOR)        | DNF           |

| Idrettsklubben Hero ___ | Idrettsklubben Hero ___         | Idrettsklubben Hero ___ |
| ----------------------- | ------------------------------- | ----------------------- |
| Nr.                     | Rytter                          | Placering               |
| 211                     | Ole Jakob Haugen (NOR)          | DNF                     |
| 213                     | Kristian Klevgård (NOR)         | DNF                     |
| 214                     | Thomas Rem (NOR)                | DNF                     |
| 215                     | Joachim Strindin (NOR)          | DNF                     |
| 216                     | Torbjørn Alexander Hejman (NOR) | DNF                     |
| 217                     | Mathias Sundquist (NOR)         | DNF                     |

| Region TeVeBu ___ | Region TeVeBu ___            | Region TeVeBu ___ |
| ----------------- | ---------------------------- | ----------------- |
| Nr.               | Rytter                       | Placering         |
| 221               | Johan Bakken (NOR)           | DNF               |
| 222               | Mikkel Eide (NOR)            | DNF               |
| 223               | Erik Gellein Halvorsen (NOR) | DNF               |
| 224               | Håvard Haugsvær (NOR)        | DNF               |
| 225               | Erling Homme (NOR)           | DNF               |
| 226               | Kristian Høvås (NOR)         | DNF               |
| 227               | Simen Nordahl Svendsen (NOR) | DNF               |

| Riwal Readynez RIW | Riwal Readynez RIW      | Riwal Readynez RIW |
| ------------------ | ----------------------- | ------------------ |
| Nr.                | Rytter                  | Placering          |
| 1                  | Krister Hagen (NOR)     | 16.                |
| 2                  | Mathias Norsgaard (DEN) | 48.                |
| 3                  | Andreas Kron (DEN)      | 20.                |
| 4                  | Sindre Lunke (NOR)      | 2.                 |
| 6                  | Andreas Stokbro (DEN)   | 37.                |
| 7                  | Emil Vinjebo (DEN)      | 32.                |

| Joker Fuel of Norway JFN | Joker Fuel of Norway JFN    | Joker Fuel of Norway JFN |
| ------------------------ | --------------------------- | ------------------------ |
| Nr.                      | Rytter                      | Placering                |
| 11                       | Aksel Fischer Aasheim (NOR) | 29.                      |
| 12                       | Søren Wærenskjold (NOR)     | DNF                      |
| 13                       | Ole Forfang (NOR)           | DNF                      |
| 14                       | Bjørn Tore Hoem (NOR)       | 11.                      |
| 15                       | Ludvik Holstad (NOR)        | 7.                       |
| 16                       | Fridtjof Røinås (NOR)       | DNF                      |
| 17                       | Andreas Vangstad (NOR)      | 15.                      |

| Uno-X Norwegian Development UXT | Uno-X Norwegian Development UXT | Uno-X Norwegian Development UXT |
| ------------------------------- | ------------------------------- | ------------------------------- |
| Nr.                             | Rytter                          | Placering                       |
| 21                              | Markus Hoelgaard (NOR)          | 17.                             |
| 22                              | Jonas Abrahamsen (NOR)          | 6.                              |
| 23                              | Kristian Kulset (NOR)           | 45.                             |
| 24                              | Sindre Kulset (NOR)             | 46.                             |
| 25                              | Andreas Leknessund (NOR)        | 13.                             |
| 26                              | Torjus Sleen (NOR)              | 12.                             |
| 27                              | Torstein Træen (NOR)            | 18.                             |

| Team Coop TCO | Team Coop TCO          | Team Coop TCO |
| ------------- | ---------------------- | ------------- |
| Nr.           | Rytter                 | Placering     |
| 31            | Håkon Aalrust (NOR)    | DNF           |
| 32            | Kristian Aasvold (NOR) | 43.           |
| 33            | Louis Bendixen (DEN)   | DNF           |
| 34            | Eirik Lunder (NOR)     | 39.           |
| 35            | Jacob Eriksson (SWE)   | 25.           |
| 36            | Andre Sotberg (NOR)    | 27.           |
| 37            | Trond Trondsen (NOR)   | 1.            |

| ColoQuick TCQ | ColoQuick TCQ                | ColoQuick TCQ |
| ------------- | ---------------------------- | ------------- |
| Nr.           | Rytter                       | Placering     |
| 41            | Stein-Erik Eriksen (NOR)     | DNF           |
| 42            | Jacob Hindsgaul (DEN)        | 10.           |
| 43            | Aksel Bech Skot-Hansen (DEN) | 19.           |
| 44            | Daniel Lyhne (DEN)           | 14.           |
| 45            | Steffen Christiansen (DEN)   | 44.           |
| 46            | Jeppe Aaskov Pallesen (DEN)  | DNF           |

| Waoo WAO | Waoo WAO                         | Waoo WAO  |
| -------- | -------------------------------- | --------- |
| Nr.      | Rytter                           | Placering |
| 51       | Silas Zacharias Clemmensen       | DNF       |
| 52       | Rasmus Guldhammer (DEN)          | 42.       |
| 53       | Andreas Hyldgaard Jeppesen (DEN) | DNF       |
| 54       | Mathias Larsen (DEN)             | DNF       |
| 55       | Martin Mortensen (DEN)           | DNF       |
| 56       | Jesper Schultz (DEN)             | 4.        |
| 57       | Frederik Thomsen                 | 40.       |

| Lotto-Soudal U23 ___ | Lotto-Soudal U23 ___     | Lotto-Soudal U23 ___ |
| -------------------- | ------------------------ | -------------------- |
| Nr.                  | Rytter                   | Placering            |
| 61                   | Sébastien Grignard (BEL) | DNF                  |
| 63                   | Johan Jacobs (SUI)       | 8.                   |
| 64                   | Steven Pattyn (BEL)      | 30.                  |

| intet hold ___ | intet hold ___          | intet hold ___ |
| --- | ----------------------- | -------------- |
| Nr. | Rytter                  | Placering      |
| 65 | Thibaut Ponsaerts (BEL) | DNF            |
| Sportsdirektør: Michael Blaudzun, Adrian Gjølberg, Leonard Snoeks, Magnus Børresen, Brian Petersen, Michael Gregersen, Carl Roes, Ole Petter Vibekken, John Robin Nilsen, Eivind Kvamme Jensen, Kåre Rømuld, Jon Anders Grøndahl, Jens Gunnar Haugen, Tormod Haugstad, Egil Andreas Aasheim, Rune Johannessen, Olav Gautestad, Max Emil Kørner, Espen Aareskjold, Jon Erik Knotten, Just Roar Dragsten, Pål Fredriksen, Sindre Eid Hermansen |                         |                |

| Lotto-Soudal U23 ___ | Lotto-Soudal U23 ___ | Lotto-Soudal U23 ___ |
| -------------------- | -------------------- | -------------------- |
| Nr.                  | Rytter               | Placering            |
| 66                   | Brent Van Moer (BEL) | 3.                   |
| 67                   | Ward Vanhoof (BEL)   | 5.                   |

| Mysenlan-Baboco-Douterloige ___ | Mysenlan-Baboco-Douterloige ___ | Mysenlan-Baboco-Douterloige ___ |
| ------------------------------- | ------------------------------- | ------------------------------- |
| Nr.                             | Rytter                          | Placering                       |
| 71                              | Arne Birkemose                  | DNF                             |
| 73                              | Connor Lambert (IRL)            | DNF                             |
| 74                              | Vebjørn Rønning (NOR)           | 28.                             |
| 75                              | Juan-Pierre van der Merwe (RSA) | DNF                             |
| 76                              | Geert Verheijen (NED)           | DNF                             |

| intet hold ___ | intet hold ___    | intet hold ___ |
| --- | ----------------- | -------------- |
| Nr. | Rytter            | Placering      |
| 77 | Marius Wold (NOR) | 50.            |
| Sportsdirektør: Michael Blaudzun, Adrian Gjølberg, Leonard Snoeks, Magnus Børresen, Brian Petersen, Michael Gregersen, Carl Roes, Ole Petter Vibekken, John Robin Nilsen, Eivind Kvamme Jensen, Kåre Rømuld, Jon Anders Grøndahl, Jens Gunnar Haugen, Tormod Haugstad, Egil Andreas Aasheim, Rune Johannessen, Olav Gautestad, Max Emil Kørner, Espen Aareskjold, Jon Erik Knotten, Just Roar Dragsten, Pål Fredriksen, Sindre Eid Hermansen |                   |                |

| Asker CK Elite ___ | Asker CK Elite ___                  | Asker CK Elite ___ |
| ------------------ | ----------------------------------- | ------------------ |
| Nr.                | Rytter                              | Placering          |
| 81                 | Asbjørn Slagtern Fjellvåg (NOR)     | 53.                |
| 82                 | Kjetil Johansen Amundrud (NOR)      | DNF                |
| 83                 | Aleksander Andersen Skjelbred (NOR) | 35.                |
| 84                 | Martin Vangen (NOR)                 | DNF                |
| 85                 | Marius Aasvang (NOR)                | DNF                |

| intet hold ___ | intet hold ___                  | intet hold ___ |
| --- | ------------------------------- | -------------- |
| Nr. | Rytter                          | Placering      |
| 86 | Christian Edelsteen Buyle (NOR) | DNF            |
| Sportsdirektør: Michael Blaudzun, Adrian Gjølberg, Leonard Snoeks, Magnus Børresen, Brian Petersen, Michael Gregersen, Carl Roes, Ole Petter Vibekken, John Robin Nilsen, Eivind Kvamme Jensen, Kåre Rømuld, Jon Anders Grøndahl, Jens Gunnar Haugen, Tormod Haugstad, Egil Andreas Aasheim, Rune Johannessen, Olav Gautestad, Max Emil Kørner, Espen Aareskjold, Jon Erik Knotten, Just Roar Dragsten, Pål Fredriksen, Sindre Eid Hermansen |                                 |                |

| Asker CK Elite ___ | Asker CK Elite ___     | Asker CK Elite ___ |
| ------------------ | ---------------------- | ------------------ |
| Nr.                | Rytter                 | Placering          |
| 87                 | Eirik Wendelborg (NOR) | 56.                |

| Bygdø Idrettslag ___ | Bygdø Idrettslag ___               | Bygdø Idrettslag ___ |
| -------------------- | ---------------------------------- | -------------------- |
| Nr.                  | Rytter                             | Placering            |
| 91                   | Jon Sæverås Breivold (NOR)         | DNF                  |
| 92                   | Jonas Ellingsen (NOR)              | DNF                  |
| 93                   | Magnus Drivenes (NOR)              | DNF                  |
| 94                   | Eirik Bruland (NOR)                | DNF                  |
| 95                   | Asbjørn Madsstuen (NOR)            | 9.                   |
| 96                   | Kristian Østberg Killingberg (NOR) | DNF                  |
| 97                   | Erlend Skjørten (NOR)              | DNF                  |

| Gauldal Sykleklubb ___ | Gauldal Sykleklubb ___         | Gauldal Sykleklubb ___ |
| ---------------------- | ------------------------------ | ---------------------- |
| Nr.                    | Rytter                         | Placering              |
| 102                    | Håkon Nore Bjerkvik (NOR)      | DNF                    |
| 103                    | Thomas Ekren (NOR)             | DNF                    |
| 104                    | Odin Rømuld (NOR)              | 51.                    |
| 105                    | Bjørn Helge Sandberg (NOR)     | 49.                    |
| 106                    | Sondre Andersson Svensli (NOR) | 21.                    |
| 107                    | Erik Ysland (NOR)              | 41.                    |

| Glåmdal Sykleklubb ___ | Glåmdal Sykleklubb ___      | Glåmdal Sykleklubb ___ |
| ---------------------- | --------------------------- | ---------------------- |
| Nr.                    | Rytter                      | Placering              |
| 111                    | Jørgen Christoffersen (NOR) | DNF                    |
| 112                    | Jonas Træland Dalland (NOR) | DNF                    |
| 113                    | Dan Erik Hansen (NOR)       | DNF                    |
| 114                    | Ådne Ihle (NOR)             | 23.                    |
| 116                    | Petter Sørensen (NOR)       | DNF                    |

| Kristiansands Cykleklubb ___ | Kristiansands Cykleklubb ___ | Kristiansands Cykleklubb ___ |
| ---------------------------- | ---------------------------- | ---------------------------- |
| Nr.                          | Rytter                       | Placering                    |
| 121                          | Audun Haugen (NOR)           | DNF                          |
| 122                          | Joakim Johnsen (NOR)         | DNF                          |
| 123                          | Tobias Halvorsen (NOR)       | DNF                          |
| 124                          | Gunnar Steinsland (NOR)      | DNF                          |
| 125                          | Geir Kristian Teigland (NOR) | DNF                          |
| 126                          | Alf Vidar Vetrhus (NOR)      | DNF                          |

| Lillehammer Cykleklubb ___ | Lillehammer Cykleklubb ___  | Lillehammer Cykleklubb ___ |
| -------------------------- | --------------------------- | -------------------------- |
| Nr.                        | Rytter                      | Placering                  |
| 131                        | Brage Aulstad (NOR)         | DNF                        |
| 132                        | André Drege (NOR)           | DNF                        |
| 133                        | Ådne Holter (NOR)           | 24.                        |
| 134                        | Carl-Martin Sandvold (NOR)  | DNF                        |
| 135                        | Runar Sekse (NOR)           | DNF                        |
| 136                        | Andreas Staune-Mittet (NOR) | 34.                        |
| 137                        | Rasmus Børset Westad (NOR)  | DNF                        |

| Region Øst ___ | Region Øst ___                | Region Øst ___ |
| -------------- | ----------------------------- | -------------- |
| Nr.            | Rytter                        | Placering      |
| 141            | Ludvig Fischer Aasheim (NOR)  | 38.            |
| 142            | Johannes Borud Andresen (NOR) | DNF            |
| 143            | Jørgen Strømstad Sunde (NOR)  | DNF            |
| 144            | Magnus Brynsrud (NOR)         | DNF            |
| 145            | Filip Iversby Hvideberg (NOR) | DNF            |

| Region Sør ___ | Region Sør ___                | Region Sør ___ |
| -------------- | ----------------------------- | -------------- |
| Nr.            | Rytter                        | Placering      |
| 151            | Eirik Danielsen (NOR)         | DNF            |
| 152            | Even Fløystad (NOR)           | DNF            |
| 153            | Victor Køhler (NOR)           | DNF            |
| 154            | Endre Danielsen Nyhagen (NOR) | DNF            |
| 155            | Andreas Leander Harvey (NOR)  | DNF            |
| 156            | Alexander Sterk-Hansen (NOR)  | DNS            |
| 157            | Thomas Ingebretsen (NOR)      | DNF            |

| Region Vest ___ | Region Vest ___             | Region Vest ___ |
| --------------- | --------------------------- | --------------- |
| Nr.             | Rytter                      | Placering       |
| 161             | Audun Gautestad (NOR)       | DNF             |
| 162             | Erlend Litlere (NOR)        | DNF             |
| 163             | Kristoffer Madsen (NOR)     | DNF             |
| 164             | Christer Nygård Dale (NOR)  | DNF             |
| 165             | Erik Vevatne Øverland (NOR) | DNF             |

| Team Ringerikskraft ___ | Team Ringerikskraft ___           | Team Ringerikskraft ___ |
| ----------------------- | --------------------------------- | ----------------------- |
| Nr.                     | Rytter                            | Placering               |
| 171                     | Tore Andre Aase Vabø (NOR)        | 47.                     |
| 172                     | Magnus Bjerkestrand Eid (NOR)     | DNF                     |
| 173                     | Øyvind Brekke Fløtten (NOR)       | 22.                     |
| 174                     | Andre Heggø (NOR)                 | 54.                     |
| 175                     | Magnus Kulset (NOR)               | 31.                     |
| 176                     | Sondre Midtsveen Fredriksen (NOR) | 55.                     |
| 177                     | Mathias Skretteberg (NOR)         | 33.                     |

| Sandnes Sykleklubb ___ | Sandnes Sykleklubb ___         | Sandnes Sykleklubb ___ |
| ---------------------- | ------------------------------ | ---------------------- |
| Nr.                    | Rytter                         | Placering              |
| 181                    | Fredrik Dversnes (NOR)         | 26.                    |
| 182                    | Christoffer Ellingsen (NOR)    | DNF                    |
| 183                    | Martin Alexander Fatnes (NOR)  | DNF                    |
| 184                    | Amund Haakonsen (NOR)          | DNF                    |
| 185                    | Johan Andreas Hole Mohr (NOR)  | DNF                    |
| 186                    | Leif Christian Tallaksen (NOR) | DNF                    |
| 187                    | Markus Waage (NOR)             | DNF                    |

| Tønsberg Cykkelklubb ___ | Tønsberg Cykkelklubb ___     | Tønsberg Cykkelklubb ___ |
| ------------------------ | ---------------------------- | ------------------------ |
| Nr.                      | Rytter                       | Placering                |
| 191                      | Isak Bjørnstad Solheim (NOR) | DNF                      |
| 192                      | Jon-Anders Bekken (NOR)      | 36.                      |
| 193                      | Christian Bergsjø (NOR)      | DNF                      |
| 194                      | Marius Blålid (NOR)          | 52.                      |
| 195                      | Ken-Levi Eikeland (NOR)      | DNF                      |
| 196                      | Iver Knotten (NOR)           | 57.                      |
| 197                      | Edvardt Tuko (NOR)           | DNF                      |

| TVK Elite ___ | TVK Elite ___              | TVK Elite ___ |
| ------------- | -------------------------- | ------------- |
| Nr.           | Rytter                     | Placering     |
| 201           | Kristian Kvernbråten (NOR) | DNF           |
| 202           | Lars Morten Veimo (NOR)    | DNF           |
| 203           | Peder Dahl Strand (NOR)    | DNF           |
| 204           | Jørgen Dragsten (NOR)      | DNF           |
| 205           | Vebjørn Hordnes (NOR)      | DNF           |
| 207           | Vegard Løvdal (NOR)        | DNF           |

| Idrettsklubben Hero ___ | Idrettsklubben Hero ___         | Idrettsklubben Hero ___ |
| ----------------------- | ------------------------------- | ----------------------- |
| Nr.                     | Rytter                          | Placering               |
| 211                     | Ole Jakob Haugen (NOR)          | DNF                     |
| 213                     | Kristian Klevgård (NOR)         | DNF                     |
| 214                     | Thomas Rem (NOR)                | DNF                     |
| 215                     | Joachim Strindin (NOR)          | DNF                     |
| 216                     | Torbjørn Alexander Hejman (NOR) | DNF                     |
| 217                     | Mathias Sundquist (NOR)         | DNF                     |

| Region TeVeBu ___ | Region TeVeBu ___            | Region TeVeBu ___ |
| ----------------- | ---------------------------- | ----------------- |
| Nr.               | Rytter                       | Placering         |
| 221               | Johan Bakken (NOR)           | DNF               |
| 222               | Mikkel Eide (NOR)            | DNF               |
| 223               | Erik Gellein Halvorsen (NOR) | DNF               |
| 224               | Håvard Haugsvær (NOR)        | DNF               |
| 225               | Erling Homme (NOR)           | DNF               |
| 226               | Kristian Høvås (NOR)         | DNF               |
| 227               | Simen Nordahl Svendsen (NOR) | DNF               |